# Wenzel (Vorname)
Wenzel ist die eingedeutschte Form des tschechischen Vornamens Václav [waːtslaf]. Die Langform Wenzeslaus ist, genauso wie die Nebenform Wenzlaff, kaum noch üblich. Eine ebenfalls schon veraltete, westslawische Form lautet Venceslav. Eine weibliche Form dieses Vornamens existiert im Deutschen nicht, im Unterschied zu verschiedenen slawischen Sprachen (zum Beispiel tschechisch Václava). Der Vorname Wenzel ist im deutschen Sprachraum selten geworden und findet sich noch am häufigsten in Ostösterreich.

## Varianten
| - Václav – slowakisch, tschechisch - Venčeslav – slowenisch - Wacław, Więcesław oder Wiaczesław – polnisch - Wizlaw – polabisch - Wjacław – obersorbisch - Венцислав (Vencislav/Wenzislaw) – bulgarisch - Вячеслав (Vjačeslav/Wjatscheslaw) – russisch - В’ячеслав (Vjačeslav/Wjatscheslaw) – ukrainisch - Вячаслаў (Vjačeslau/Wjatschaslau) – belarussisch - Vaclovas – litauisch - Vencel – ungarisch - Venceslas und Wenceslas – französisch - Venceslao – italienisch - Venceslao oder Wenceslao – spanisch - Venceslau – portugiesisch - Wenceslaus – englisch - Wenzel (bayrisch: Wenzl) – deutsch - Wessel – niederdeutsch |

## Namenstag
28. September, Gedenktag des hl. Wenzel

## Namensträger
Wenzel
- Wenzel Fuchs (* 1963), österreichischer Konzert-Klarinettist und Musikdozent
- Wenzel Hablik (1881–1934), Maler, Graphiker und Kunsthandwerker
- Wenzel Hollar (1607–1677), böhmischer Zeichner und Kupferstecher
- Wenzel Jaksch (1896–1966), deutscher (bis 1939 böhmischer) sozialdemokratischer Politiker
- Wenzel Jamnitzer (um 1507/1508–1585), berühmtester Goldschmied seiner Zeit
- Wenzel Anton Graf Kaunitz (1711–1794), ein österreichischer Politiker
- Wenzel Müller (1759–1835), österreichischer Komponist
- Wenzel von Olmütz, spätmittelalterlicher Kupferstecher und Goldschmied
- Wenzel von Österreich (1561–1578), seit 1577 Großprior des Johanniterordens von Kastilien
- Wenzel Parler (Ende 14./Anfang 15. Jh.), Steinmetz und Dombaumeister
- Wenzel Rossmeisl (1902–1975), deutscher Jazzgitarrist und Gitarrenbauer
- Wenzel Scholz (1787–1857), österreichischer Schauspieler
- Wenzel Storch (* 1961), deutscher Filmregisseur und -produzent
- Wenzel Verner (1887–1938), Opfer des Stalinismus

Zweitname
- Klemens Wenzel Lothar von Metternich (1773–1859), österreichischer Staatsmann
- Josef Wenzel Graf Radetzky von Radetz (1766–1858), österreichischer Feldherr
- Albrecht Wenzel Eusebius von Waldstein (1583–1634), Feldherr im Dreißigjährigen Kriege (Wallenstein)

Wenzeslaus
- Wenzeslaus Brack († 1495), Frühhumanist und Arzt
- Wenzeslaus Cavallo (* 1780; † 1861), deutscher Kirchenmusiker und Komponist geistlicher Musik
- Wenzeslaus Jorhan (* um 1695; † 1752), deutscher Bildhauer
- Wenzeslaus von Thun und Hohenstein (1629–1673), von 1664 bis 1673 Bischof von Passau, von 1665 bis 1673 Bischof von Gurk

Zweitname
- Clemens Wenzeslaus Coudray (1775–1845), deutscher Architekt und Goethe-Vertrauter
- Heinrich Wenzeslaus Richter (1653–1696), deutscher Jesuitenmissionar
- Clemens Wenzeslaus von Sachsen (1739–1812), letzter Erzbischof und Kurfürst von Trier